# Три опоры Европейского союза
Три опо́ры Европе́йского сою́за — правовая структура, определявшая основы функционирования Европейского союза в 1993—2009 годах.
Структура введена Маастрихтским договором, вступившим в силу 1 ноября 1993 года, и упразднена с ратификацией Лиссабонского договора 1 декабря 2009 года, устанавливающего единый статус Евросоюза как субъекта международного права. Тремя опорами были:
1. Европейские сообщества (ЕС)
2. Общая внешняя политика и политика безопасности (ОВПБ)
3. Полицейское и судебное сотрудничество по уголовным делам

## История
Формально Маастрихтский договор создает новую структуру — Европейский союз и одновременно вносит изменения и дополнения в учредительные договоры (о ЕОУС, ЕЭС и Евратоме). В Маастрихтский договор, помимо разделов об экономическом сотрудничестве, включены разделы о внешней политике и правосудии, формирующие две новые опоры. В договоре также были установлены сроки создания «опор» ЕС — 1 января 1999 года.
Согласно Лиссабонскому договору 2007 года эта сложная система была упразднена в 2009 году, был установлен единый статус Евросоюза как субъекта международного права (в подчинённом ЕС виде продолжает существовать Евратом). На 2010 год членство в Евросоюзе и Евратоме единое, все государства, вступающие в Союз, становятся и членами Евратома.
| Подписан Вступил в силу Документ | 1948 Брюссельский пакт                                          | 1951 1952 Парижский договор                           | 1954 1955 Парижские соглашения                        | 1957 1958 Римские договоры                            | 1965 1967 Договор слияния                             | 1975 неприменимо Решение Европейского совета | 1986 1987 Единый европейский акт   | 1992 1993 Маастрихтский договор | 1992 1993 Маастрихтский договор | 1997 1999 Амстердамский договор | 2001 2003 Ниццкий договор | 2007 2009 Лиссабонский договор | 2007 2009 Лиссабонский договор |  |  |  |  |  |  |  |  |
|                                  |                                                                 |                                                       |                                                       |                                                       |                                                       |                                              |                                    |                                 |                                 |                                 |                           |                                |                                |  |  |  |  |  |  |  |  |
| Три опоры Европейского союза:    |                                                                 |                                                       |                                                       |                                                       |                                                       |                                              |                                    |                                 |                                 |                                 |                           |                                |                                |  |  |  |  |  |  |  |  |
| Европейские сообщества:          |                                                                 |                                                       |                                                       |                                                       |                                                       |                                              |                                    |                                 |                                 |                                 |                           |                                |                                |  |  |  |  |  |  |  |  |
|                                  | Европейское сообщество по атомной энергии (Евратом)             |                                                       |                                                       |                                                       |                                                       |                                              |                                    |                                 |                                 |                                 |                           |                                |                                |  |  |  |  |  |  |  |  |
|                                  |                                                                 |                                                       | Европейское объединение угля и стали (ЕОУС)           | Европейское объединение угля и стали (ЕОУС)           | Европейское объединение угля и стали (ЕОУС)           | Срок действия истёк в 2002-м                 | Срок действия истёк в 2002-м       | Срок действия истёк в 2002-м    |                                 | Европейский союз (ЕС)           | Европейский союз (ЕС)     |                                |                                |  |  |  |  |  |  |  |  |
|                                  |                                                                 |                                                       | Европейское экономическое сообщество (ЕЭС)            | Европейское экономическое сообщество (ЕЭС)            | Европейское экономическое сообщество (ЕЭС)            |                                              |                                    | Европейское сообщество (ЕС)     | Европейское сообщество (ЕС)     | Европейский союз (ЕС)           | Европейский союз (ЕС)     |                                |                                |  |  |  |  |  |  |  |  |
|                                  |                                                                 | TREVI                                                 | TREVI                                                 | Правосудие и внутренние дела (ПВД)                    |                                                       |                                              |                                    | Европейское сообщество (ЕС)     | Европейское сообщество (ЕС)     | Европейский союз (ЕС)           | Европейский союз (ЕС)     |                                |                                |  |  |  |  |  |  |  |  |
|                                  | Полицейское и судебное сотрудничество по уголовным делам (ПССУ) | TREVI                                                 | TREVI                                                 | Правосудие и внутренние дела (ПВД)                    |                                                       |                                              |                                    |                                 |                                 | Европейский союз (ЕС)           | Европейский союз (ЕС)     |                                |                                |  |  |  |  |  |  |  |  |
|                                  | Европейское политическое сотрудничество (ЕПС)                   | Общая внешняя политика и политика безопасности (ОВПБ) | Общая внешняя политика и политика безопасности (ОВПБ) | Общая внешняя политика и политика безопасности (ОВПБ) | Общая внешняя политика и политика безопасности (ОВПБ) |                                              |                                    |                                 |                                 | Европейский союз (ЕС)           | Европейский союз (ЕС)     |                                |                                |  |  |  |  |  |  |  |  |
| Западный союз (ЗС)               | Западный союз (ЗС)                                              | Западноевропейский союз (ЗЕС)                         | Западноевропейский союз (ЗЕС)                         | Западноевропейский союз (ЗЕС)                         | Западноевропейский союз (ЗЕС)                         | Западноевропейский союз (ЗЕС)                |                                    |                                 |                                 |                                 | Европейский союз (ЕС)     |                                |                                |  |  |  |  |  |  |  |  |
| Западный союз (ЗС)               | Западный союз (ЗС)                                              | Западноевропейский союз (ЗЕС)                         | Западноевропейский союз (ЗЕС)                         | Западноевропейский союз (ЗЕС)                         | Западноевропейский союз (ЗЕС)                         | Западноевропейский союз (ЗЕС)                | Прекращение деятельности к 2011-му |                                 |                                 |                                 |                           |                                |                                |  |  |  |  |  |  |  |  |
|                                  |                                                                 |                                                       |                                                       |                                                       |                                                       |                                              |                                    |                                 |                                 |                                 | п о р                     |                                |                                |  |  |  |  |  |  |  |  |

## Европейские сообщества
В этой сфере интеграции в наибольшей степени учитывается уровень соответствия стран-членов acquis communautaire (приведение к единообразию законодательств стран ЕС, направленное на коммунитаризацию, становление наднационального регулирования). ЕС поставил задачу конвергенции экономик с целью создания единой экономики ЕС. Проблема заключается в том, смогут ли страны-кандидаты выполнить требования конвергенции. Все национальные прерогативы в этой области переданы Европейскому центральному банку, который занимается эмиссией евро.

## Общая внешняя политика и политика безопасности
ОВПБ стала новым направлением деятельности ЕС, развивающим опыт Европейского политического сотрудничества и предусматривающим согласование и осуществление странами ЕС совместных внешнеполитических действий на основе единогласно принятых решений. Первоначально интеграция в военной сфере шла достаточно трудно. Идея создания оборонительного сообщества была заблокирована Францией ещё в 1954 году. Руководители европейских стран на протяжении долгого периода отказывались от сотрудничества в этой сфере и делегирования полномочий на наднациональный уровень: несогласие Франции, нежелание дублирования НАТО, противоречия между крупными и малыми странами.
Прорывом на этом направлении явилась встреча Тони Блэра и Жака Ширака в Сан-Мало в 1998 году, на которой было достигнуто решение о создании военной компоненты ускоренными темпами. Целью являлось обеспечить ЕС возможностями для выполнения Петербергских задач.
Петербергские задачи 1992 года включали проведение:
- гуманитарных и спасательных операций,
- миротворческих операций,
- принуждение к миру.

В июле 1999 года на саммите ЕС в Кёльне было принято решение о создании самостоятельной военной структуры ЕС. В декабре 1999 года в Хельсинки установлена «главная цель» — создание 60 тыс. корпуса быстрого реагирования, который может быть развернут за 60 дней.

## Полицейское и судебное сотрудничество по уголовным делам
Эта опора начала оформляться во второй половине 90-х годов. Значение сотрудничества в этой сфере повышается в связи с поставленной в Амстердамском договоре 1997 года целью превратить Европейский союз в зону свободы, безопасности и справедливости. Однако создание единой законодательной системы является сложнодостижимой задачей из-за различий в национальных системах права.
Поскольку одной из целей ЕС является обеспечение прав граждан на равную судебную защиту, идет сотрудничество в области приведения в соответствие решений судов. В 1995 г. весь пакет Шенгенских соглашений (Шенгенская зона стала создаваться в 1985 году) вошел в Амстердамский договор. После террористических актов 11 сентября 2001 года был принят специальный план действий борьбы с терроризмом. К третьей опоре относятся также меры, связанные с уголовным правом. Ещё один шаг в сотрудничестве в рамках «третьей опоры» касается согласования минимальных мер наказания, применяемых в борьбе с организованной преступностью, терроризмом и незаконной перевозкой наркотиков.
В рамках опоры принимаются такие правовые акты, как:
- рамочные решения — направлены на гармонизацию права Европейского союза; содержат положения о целях, задачах и предоставляют государствам самостоятельно выбирать методы и способы достижения этих задач;
- решения — акты индивидуального применения;
- общие позиции — документ, определяющий мнение Европейского союза по конкретной международной ситуации в рамках борьбы с преступностью.